# 주아프가니스탄 대한민국 대사관
주아프가니스탄 대한민국 대사관은 아프가니스탄 카불에 개설된 대한민국 외교부 소속의 대사관이다.
1974년 11월 4일에 처음 설립되었다가 1978년 9월에 대한민국과 아프가니스탄 간의 외교 관계가 단절되면서 폐쇄되었다. 2002년에 아프가니스탄 내전을 계기로 탈레반 정권이 붕괴되고 대한민국과 아프가니스탄 간의 외교 관계가 정상화되면서 같은 해에 운영을 재개했으나 2021년 탈레반 공세를 계기로 잠정 폐쇄되었고 현재는 카타르 도하에 위치한 주카타르 대한민국 대사관에 설치된 임시 공관에서 운영하고 있는 상태이다. 뉴스에서 아프가니스탄인 2명이 이곳에서 근무를 한적이 있다고 말했었다.

## 연혁
- 1973년 12월: 대한민국과 아프가니스탄 간의 외교 관계 수립.
- 1974년 11월 4일: 주아프가니스탄 대한민국 대사관 개설.
- 1978년 9월: 아프가니스탄에 공산주의 정권(아프가니스탄 민주공화국)이 수립됨에 따라 대한민국과 아프가니스탄 간의 외교 관계가 단절됨.
- 1980년 9월 12일: 주아프가니스탄 대한민국 대사관 폐쇄.
- 2002년 1월 31일: 대한민국과 아프가니스탄 간의 외교 관계 복원.
- 2002년 8월 8일: 주아프가니스탄 대한민국 대사관 재개설.
- 2002년 9월 2일: 주아프가니스탄 대한민국 대사관 운영 재개.
- 2021년 8월 16일: 탈레반의 공세를 계기로 카불이 함락되고 아프가니스탄 정부가 붕괴됨에 따라 주아프가니스탄 대한민국 대사관이 잠정 폐쇄됨. 대한민국 외교부는 주카타르 대한민국 대사관에 임시 공관을 설치하고 운영하고 있음.

## 역대 대사
- 제1대: 박종순 (2002년 9월 ~ 2004년 3월)
- 제2대: 유영방 (2004년 3월 ~ 2006년 10월)
- 제3대: 강성주 (2006년 10월 ~ 2008년 6월)
- 제4대: 송웅엽 (2008년 6월 ~ 2010년 2월)
- 제5대: 박해윤 (2010년 2월 ~ 2011년 3월)
- 제6대: 안성두 (2011년 3월 ~ 2013년 6월)
- 제7대: 차영철 (2013년 6월 ~ 2015년 10월)
- 제8대: 진기훈 (2015년 10월 ~ 2018년 1월)
- 제9대: 이자형 (2018년 1월 ~ 2020년 12월)
- 제10대: 최태호 (2020년 12월 ~ 2022년 12월)
- 제11대: 문성환 (2022년 12월 ~ )

## 같이 보기
관련 항목
- 대한민국-아프가니스탄 관계
- 주한 아프가니스탄 대사관

관련 목록
- 대한민국의 재외공관 목록
- 아프가니스탄 주재 외국공관 목록